# Lars Jacobsen
Lars Christian Jacobsen (* 20. September 1979 in Odense) ist ein ehemaliger dänischer Fußballspieler. Er spielte zuletzt bei EA Guingamp in der Ligue 1. Als dänischer A-Nationalspieler nahm er an der Weltmeisterschaft 2010 in Südafrika und an der Europameisterschaft 2012 in Polen und der Ukraine teil.

## Karriere

### Verein
Jacobsen spielte von Jugend an beim Odense BK und gab dort in der Saison 1996/97 in der ersten Mannschaft sein Erstligadebüt. In dieser Spielzeit belegte er mit dem Klub den siebten Tabellenplatz. Im Jahr darauf stieg er mit Odense BK aus der Superliga ab, im folgenden Jahr direkt wieder auf. In der Spielzeit 2001/02 gewann er mit BK den dänischen Pokal; er wurde zum besten Spieler des Finales gewählt.
Im Sommer 2002 wechselte er in die deutsche Bundesliga zum Hamburger SV. In seiner ersten Bundesligasaison kam er zwölfmal zum Einsatz. Nachdem er sich in Hamburg keinen Stammplatz hatte erkämpfen können, kehrte er Anfang 2004 nach Dänemark zum FC Kopenhagen zurück. Dort gewann er mit dem FC am Ende der Spielzeit 2003/04 das Double aus Meisterschaft und Pokal. In der folgenden Spielzeit belegte er mit dem FC Kopenhagen den zweiten Tabellenplatz und qualifizierte sich für die Teilnahme an der zweiten Qualifikationsrunde zum UEFA-Pokal. Dort setzte sich der FC Kopenhagen gegen Carmarthen Town durch und schied in der ersten Runde gegen Jacobsens ehemaligen Verein Hamburger SV aus dem Wettbewerb aus. 2005 wurde er auf der Position des rechten Verteidigers jeweils in die dänische „Mannschaft des Jahres“ gewählt. Am Ende der Spielzeit wurde Jacobsen mit dem FC Kopenhagen dänischer Meister und qualifizierte sich für die Teilnahme an der Qualifikation zur Champions League. Dabei traf er mit der Mannschaft in der Gruppenphase auf Benfica Lissabon, Celtic Glasgow und auf Manchester United. Jacobsen kam in allen sechs Gruppenspielen zum Einsatz, der FC Kopenhagen schied als Gruppenletzter aus. Am Ende der Spielzeit 2006/07 stand der erneute Gewinn der dänischen Meisterschaft.
Seinen bis 2007 laufenden Vertrag mit dem FC Kopenhagen verlängerte Jacobsen nicht und wechselte erneut in die deutsche Bundesliga. Er unterschrieb beim 1. FC Nürnberg einen Dreijahresvertrag. Dort kam er wegen einer Verletzung zu Saisonbeginn in der ersten Halbrunde nur einmal zum Einsatz. Erst gegen Ende der Spielzeit kehrte er zurück und bestritt die letzten fünf Spiele auf der rechten Abwehrseite. Dennoch trennten sich der 1. FC Nürnberg und Jacobsen nach dem Abstieg in die Zweite Bundesliga am Ende der Saison.
Ende August 2008 wechselte er zum FC Everton in die englische Premier League. Dort musste er nach einer Schulterverletzung bis zum 21. März 2009 auf sein erstes Pflichtspiel warten. Erst am 30. Spieltag kam er im Spiel gegen den FC Portsmouth zum Einsatz. Bis zum Ende der Saison kamen vier Spiele in der Liga und eines im FA-Cup hinzu; danach verließ Jacobsen den Verein.
Vor der Premier-League-Saison 2009/10 schloss sich der Däne den Blackburn Rovers an und absolvierte 13 Ligaspiele für den Verein. Am 31. August 2010 wechselte er ablösefrei zum englischen Erstligisten West Ham United, mit dem er zum Ende der Saison 2010/11 aus der Premier League abstieg. Im Juni 2011 wurde der Vertrag bei West Ham United aufgelöst.
Im September 2011 unterschrieb er erneut einen Vertrag beim FC Kopenhagen. Für den Klub aus der dänischen Hauptstadt kam er zu 25 Einsätzen und fünf Torvorlagen. Die Spielzeit 2011/12 schloss man als Zweiter ab und gewann den dänischen Pokal. In der folgenden Spielzeit spielte die Mannschaft als Vizemeister in der Qualifikation zur Champions League und scheiterte in den Play-offs, qualifizierte sich somit dennoch für die Teilnahme an der Europa League. In der Gruppenphase traf die Mannschaft auf Molde FK, Steaua Bukarest und auf den VfB Stuttgart und schied als Gruppendritter aus. Jacobsen kam als Mannschaftskapitän in allen sechs Spielen zum Einsatz und gab dabei eine Torvorlage. Am Ende der Spielzeit standen für Jacobsen in der Liga 30 Einsätze und fünf Torvorlagen und der Gewinn der Meisterschaft. In der Champions League kam er in der Spielzeit 2013/14 in allen sechs Spielen des FC Kopenhagen zum Einsatz und schied als Gruppenletzter aus. In der Liga kam er zu 26 Einsätzen, sieben Torvorlagen und einem Tor. Am Ende der Spielzeit stand nur der zweite Platz hinter Aalborg BK.
Zur Saison 2014/15 wechselte Jacobsen zu EA Guingamp in die französische Ligue 1. Sein Debüt für die Bretonen gab er am 2. August 2014 bei der 0:2-Niederlage im Trophée de Champions gegen Paris Saint-Germain. Am 9. August 2014 gab er bei der 0:2-Niederlage am ersten Spieltag gegen AS Saint-Étienne sein Debüt in der Ligue 1 für EA Guingamp. Am 2. Oktober 2014 spielte er erstmals für seinen Verein in einem Europapokalwettbewerb im Gruppenspiel in der UEFA Europa League gegen PAOK Saloniki. Am 7. Dezember 2014 erzielte er beim 3:2-Sieg am 17. Spieltag bei Stade Reims sein erstes Tor im Punktspielbetrieb der Ligue 1. Er war Stammspieler und kam in seiner ersten Saison in der Ligue 1 zu 25 Einsätzen, dazu zu einem Einsatz in der Coupe de la Ligue, zu vier in der Coupe de France, aus der Guingamp als Titelverteidiger im Halbfinale gegen Zweitligist AJ Auxerre ausschied, und zu sechs Einsätzen in der UEFA Europa League. Auch in der Folgesaison war Jacobsen Stammspieler. Er kam zu 32 Einsätzen in Punktspielen und zu jeweils zwei Einsätzen in der Coupe de la Ligue und der Coupe de France. Sein letztes Spiel für EA Guingamp absolvierte er am 14. Mai 2016 bei der 2:3-Niederlage am letzten Spieltag gegen OGC Nizza. Mit dem Saisonende beendete er seine aktive Karriere.

### Nationalmannschaft
Jacobsen spielte ab der U-16 in den dänischen Auswahlmannschaften und wurde 1997 als bester Spieler des Jahres in der U-19 ausgezeichnet. Nach seiner U-21-Zeit, in der er 24-mal für Dänemark angetreten war, blieb er längere Zeit unberücksichtigt.
Am 1. März 2006 gab er seinen Einstand in der dänischen A-Nationalmannschaft beim 2:0-Sieg im Testspiel in Tel Aviv gegen Israel. In der Qualifikation zur Fußball-EM 2008 in der Schweiz und Österreich kam er zu sechs Einsätzen; die dänische Mannschaft verpasste die Qualifikation zur Endrunde. In der Vorausscheidung zur WM-Endrunde 2010 in Südafrika kam er zu neun Einsätzen und wurde mit der A-Nationalmannschaft Gruppensieger vor Portugal. Jacobsen wurde dann in den dänischen Kader nominiert und spielte in allen drei Gruppenspielen. Die Dänen schieden als Gruppendritter aus. In der folgenden Qualifikation zur EM 2012 in Polen und der Ukraine spielte er achtmal und wurde durch ein 2:1-Sieg im letzten Qualifikationsspiel gegen Portugal erneut Gruppensieger; Jacobsen spielte in den Gruppenspielen bei der Endrunde und schied mit der dänischen Mannschaft erneut als Gruppendritter aus.
In der Qualifikation zur WM in Brasilien 2014 spielte Jacobsen in acht Partien und verpasste als schlechtester Gruppenzweiter die Ausscheidungsspiele. Im September 2014 begann die Qualifikation zur EM 2016 in Frankreich, in der Jacobsen in acht Partien spielte und mit der dänischen Mannschaft den dritten Platz belegte; er qualifizierte sich mit der dänischen Mannschaft für die Playoff-Spielen. Sein letztes Spiel machte er am 17. November 2015 beim Rückspiel gegen Schweden in Kopenhagen; die Partie endete 2:2, das Hinspiel in Solna hatte Dänemark mit 1:2 verloren. Damit verpasste die dänische Mannschaft die Teilnahme an der EM 2016. Er beendete nach dem Spiel seine Karriere in der Nationalmannschaft.

## Erfolge
- 2005 und 2006 in die Dänische Mannschaft des Jahres gewählt
- U-19-Spieler des Jahres 1997
- Dänischer Meister 2004 und 2006 (FC Kopenhagen)
- Dänischer Vizemeister 2005 (FC Kopenhagen)
- Dänischer Pokalsieger 2002 (Odense BK) und 2004 (FC Kopenhagen)